# Амазон зеленощокий
Амазон зеленощокий (Amazona viridigenalis) — птах родини папугові.

## Зовнішній вигляд
Тіло є завдовжки 33 см, хвіст — 11 см. Основне забарвлення зелене. Верхня частина голови — чоло й тім'я яскраво-червоного відтінку. На потилиці й спині є чорна окантовка. Щоки яскраво-зелені. Крила темно-зеленого забарвлення з червоною плямою на маховому пір'ї. Біля очей є ясно-синя смужка, а навколо очей — біла окантовка. Дзьоб світло-солом'яний. Райдужка від жовтого до помаранчевого відтінку.

## Розповсюдження
Живе на північному сході Мексики.

## Спосіб життя
Населяють лісові зарості уздовж рік, сухі схили, узлісся й відкриті місцевості до висоти 1300 м над рівнем моря. Збираються у великі, шумні ранками й вечорам, зграї. Живляться насіннями, плодами, ягодами, квітками й нектаром.

## Розмноження
Гніздяться в дуплах дерев.

## Загрози й охорона
Популяції малочисельні через вирубку лісу, вилову й незаконного експорту.

## Утримання
Швидко звикають до людині й стають ручними. Можуть бути дуже ніжними й грайливими. Є дуже популярними в США.